# أنتوني بارنارد
أنتوني بارنارد (بالإنجليزية: Anthony Barnard)‏ هو ضابط شرطة بريطاني، ولد في 1940.